# Quinella
Quinella is het eerste en enige muziekalbum dat Atlanta Rhythm Section uitgaf via Columbia Records. Polydor zag het niet meer zitten met de band en andersom. De samenstelling van de muziekgroep is nauwelijks gewijzigd, doch de muziek is zonder medecomponist Robert Nix een stuk richting doorsnee-rock opgeschoven. Toch had het album succes in de Verenigde Staten; het haalde de 70e plaats in de Billboard Album Top 200. Ook de single Alien scoorde redelijk met een top20-plaats in de mainstreamlijst van Billboard, en dat duidt de muziek goed aan mainstream. De southern rock is nog wel aanwezig maar verder naar de achtergrond gedwongen. Het album is opgenomen in Studio One, Doraville, Georgia.
De rest van het contract met Columbia Records werd een ramp; de volgende twee albums werden afgekeurd, vandaar een gapend gaat van acht jaar. Homesick gaat over verlangen naar vroeger tijden, niet in de liefde maar in de muziek, het festival van Woodstock (New York) en het Monterey Pop Festival.

## Musici
- Ronnie Hammond – zang, akoestische gitaar
- Barry Bailey, J.R.Cobb – gitaar
- Paul Goddard – basgitaar
- Dean Daughtry – toetsinstrumenten
- Roy Yeager – slagwerk

met
- Buddy Buie – achtergrondzang
- Steve McRay – piano en achtergrondzang op Alien*Mark Denning – synthesizer

## Muziek
| Nr. | Titel                                | Duur |
| --- | ------------------------------------ | ---- |
| 1.  | Homesick (Buie, Cobb)                | 4:16 |
| 2.  | Quinella (Buie, Cobb)                | 5:28 |
| 3.  | Alien (Buie, Lewis, McRay)           | 4:55 |
| 4.  | Higher (Buie, Hammond)               | 4:12 |
| 5.  | You’re so strong (Buie, Daughtry)    | 5:02 |
| 6.  | Outlaw music (Buie, Cobb)            | 5:03 |
| 7.  | Pretty girl (Buie, Hammond)          | 3:31 |
| 8.  | Southern exposure (Buie, Cobb)       | 2:53 |
| 9.  | Going to Shangri-La (Buie, Daughtry) | 3:44 |